# Ignaz von Born

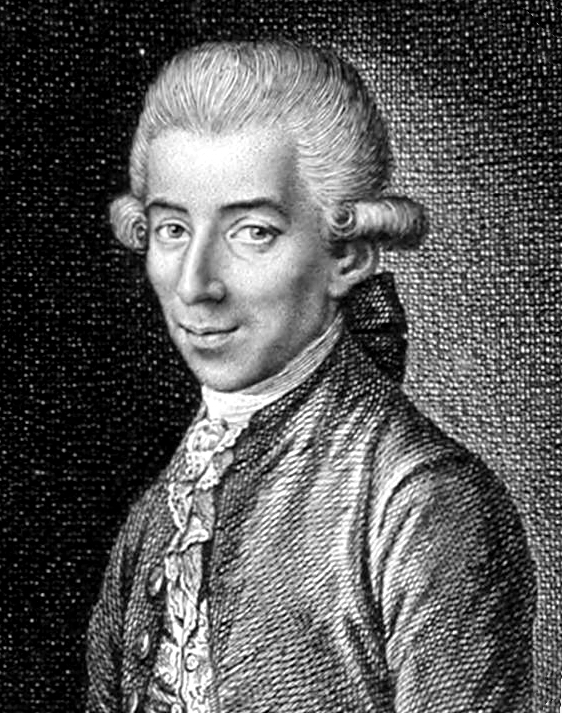
Ignaz von Born.

Ignaz von Born, född 26 december 1742 i Karlsburg, Transsylvanien, död 24 juli 1791 i Wien, var en tysk mineralog och författare. Hans släkt var baroner i Transsylvanien.
Ignaz von Born var först jesuit, men utträdde snart ur denna orden, studerade juridik i Prag och ägnade sig därefter åt bergsvetenskapen. År 1770 företog han en längre mineralogisk resa genom Ungern och Transsylvanien, ordnade 1776 på uppdrag av Maria Theresa av Österrike Kejserliga naturaliekabinettet i Wien. Där utgav han även sin Index rerum naturalium musei cæs. vindobonensis, en praktupplaga med kopparstick (1778) och Testacei musei cæs. vindobonensis (1780), varefter han utnämndes till verkligt hovråd vid mynt- och bergverksväsendet i Wien. 
Såsom hovråd införde han betydande förbättringar i bergsbruket, i synnerhet genom uppfinningen av en ny amalgameringsmetod (i Über das Anquicken der gold- und silberhaltigen Erze, Rohsteine, Schwarzkupfer und Hüttenspeisen, 1786). Andra bland hans uppfinningar (angående vaxblekning genom kemiska medel, bränslebesparing vid saltsjudning med mer) bröt nya banor inom dithörande yrkesgrenar. 
Born invaldes 1771 som utländsk ledamot nummer 80 av Kungliga Vetenskapsakademien.
Born utgav även, under pseudonymen Johannes Physiophilus, en satir över klosterväsendet, kallad Monachologia (1783).
Mineralen bornit är uppkallad efter honom.